# Signochrysa ornatissima
Signochrysa ornatissima är en insektsart som först beskrevs av Nakahara 1955.  Signochrysa ornatissima ingår i släktet Signochrysa och familjen guldögonsländor. Inga underarter finns listade i Catalogue of Life.